# Rugby op de Middellandse Zeespelen 1955
Rugby is een van de sporten die beoefend werden tijdens de Middellandse Zeespelen 1955 in Barcelona, Spanje. Er was enkel een mannentoernooi. De wedstrijden werden gespeeld op 18, 21 en 24 juli 1955.

## Uitslagen
| Team      | Wed. | W | G | V | PV | PT | PS  | Ptn. |
| --------- | ---- | - | - | - | -- | -- | --- | ---- |
| Frankrijk | 2    | 2 | 0 | 0 | 61 | 14 | +47 | 4    |
| Italië    | 2    | 1 | 0 | 1 | 16 | 16 | 0   | 2    |
| Spanje    | 2    | 0 | 0 | 2 | 6  | 53 | -47 | 0    |

|              |        |       |        |                              |
| 18 juli 1955 | Spanje | 0 - 8 | Italië | Estadio Olímpico de Montjuïc |
| 18 juli 1955 |        |       |        | Estadio Olímpico de Montjuïc |

|              |        |        |           |                              |
| 21 juli 1955 | Italië | 8 - 16 | Frankrijk | Estadio Olímpico de Montjuïc |
| 21 juli 1955 |        |        |           | Estadio Olímpico de Montjuïc |

|              |           |        |        |                              |
| 24 juli 1955 | Frankrijk | 45 - 6 | Spanje | Estadio Olímpico de Montjuïc |
| 24 juli 1955 |           |        |        | Estadio Olímpico de Montjuïc |

## Medaillespiegel
| Plaats | Land      | Goud | Zilver | Brons | Totaal |
| 1      | Frankrijk | 1    | 0      | 0     | 1      |
| 2      | Italië    | 0    | 1      | 0     | 1      |
| 3      | Spanje    | 0    | 0      | 1     | 1      |
| Totaal | Totaal    | 1    | 1      | 1     | 3      |

1955 · 1979 · 1983 · 1993
Atletiek · Basketbal · Boksen · Gewichtheffen · Gymnastiek · Hockey · Paardensport · Roeien · Rolhockey · Rugby · Schermen · Schietsport · Schoonspringen · Voetbal · Waterpolo · Wielersport · Worstelen · Zeilen · Zwemmen